# Рёйс де Беренбрук, Шарль
Шарль Йозеф Мари Рёйс де Беренбрук (нидерл. Charles Joseph Marie Ruijs de Beerenbrouck; 1 декабря 1873, Рурмонд — 17 апреля 1936, Утрехт) — нидерландский политик, премьер-министр Нидерландов в 1918—1925 годах.

## Карьера
Родился в католической провинции Лимбург, в аристократической семье. Его отец, Гюстав Луи Мари Хюберт Рёйс де Беренбрук (1842—1926) был министром юстиции в правительстве Энеаса Маккая. Шарль получил образование в Утрехтском и Лейденском университетах, сделал адвокатскую карьеру.
В 1905 году он избирается в парламент как член Всеобщего союза римско-католических избирателей. В мае 1918 года он назначен Королевским комиссаром провинции Лимбург, а в сентябре того же года, после победы на выборах возглавляемой им Римско-католической государственной партии, сформировал правительство.
Кабинету Рёйс де Беренбрука пришлось преодолевать последствия Первой мировой войны. Хотя Нидерланды сумели сохранить нейтралитет, стране пришлось столкнуться с многочисленными проблемами, начиная от экономического кризиса и заканчивая проблемой получившего убежище бывшего германского императора Вильгельма II. Тяжелая экономическая ситуация спровоцировала голодные бунты и брожение в армии. В ноябре 1918 года Питер Йеллес Трульстра, лидер нидерландских социал-демократов, призвал к свержению правительства. События 11-17 ноября, ставшие известными как «Красная неделя», привели к поражению революции и сохранению правительства Рёйс де Беренбрука. Однако, для успокоения рабочего класса, правительство было вынуждено начать социальные реформы.
В период с 1925 по 1929 год Рёйс де Беренбрук был председателем Палаты Представителей. Он вновь сформировал кабинет в 1929 году, в тяжелый период Великой депрессии. Кроме тяжёлых социально-экономических проблем в самой стране, правительство столкнулось и с нестабильной ситуацией в колониях. После ухода в отставку де Беренбрук возглавлял Палату представителей вплоть до своей кончины в 1936.

## Личная жизнь
Шарль женился возрасте двадцати девяти лет. Его избранницей стала 25-летняя Мария Йозефина Эрнестина Александрина ван дер Хейден, уроженка Варнсвелда. Их брак был зарегистрирован 14 апреля 1902 года в Варнсвелде. У них было трое детей: сын и две дочери.